# タブウ (1963年の映画)
『タブウ』（原題：I tabù、英題：Taboos of the World）は、1963年のイタリア映画。
オリンピック映画を撮ったロモロ・マルチェリーニがメガホンをとったいわゆるモンド系のドキュメント映画である。西ドイツ、日本、アメリカ合衆国、フィンランドなどで公開された。

## 内容
世界のあらゆる因習、奇習、キワモノ、ゲテモノ、スウェーデンの進んだ性教育、非行グループのアジト、コールガールの靴磨き、子供の水葬など摩訶不思議な儀式など見世物根性いっぱいに届ける。

## スタッフ
- 監督：ロモロ・マルチェリーニ
- 脚本：グェッラ・マルチェリーニ
- 撮影：リノ・フィリッピーニ
- 音楽：フランチェスコ・ラヴァニーノ、アルマンド・トロヴァヨーリ